# Division d'Honneur 1901-1902
La Division d'Honneur 1901-1902 è stata la settima edizione della massima serie del campionato belga di calcio disputata tra il 27 ottobre 1901 e il 4 maggio 1902 e conclusa con la vittoria del Racing Club de Bruxelles, al suo quarto titolo.
Capocannoniere del torneo fu Herbert Potts (Beerschot AC) con 16 reti.

## Formula
Le squadre partecipanti furono undici e vennero suddivise in due gironi, uno da sei e l'altro da cinque. Le due vincitrici si incontrarono in una finale disputata con andata e ritorno per l'assegnazione del titolo.
Nessuna squadra venne retrocessa in Division 2.

## Squadre
| Squadra                              | Città        | Stadio | Stagione 1900-1901  |
| ------------------------------------ | ------------ | ------ | ------------------- |
| FC Liégeois                          | Liegi        |        | 6°                  |
| Beerschot AC                         | Anversa      |        | 2°                  |
| Léopold Club de Bruxelles            | Bruxelles    |        | 3°                  |
| Racing Club Bruxelles                | Uccle        |        | Campione del Belgio |
| Athletic & Running Club de Bruxelles | Uccle        |        | 4°                  |
| FC Brugeois                          | Bruges       |        | 8°                  |
| Verviers FC                          | Verviers     |        | 7°                  |
| CS Brugeois                          | Bruges       |        | 9°                  |
| Skill FC de Bruxelles                | Bruxelles    |        | 5°                  |
| Anversa                              | Anversa      |        | nessuno             |
| Union Saint-Gilloise                 | Saint-Gilles |        | nessuno             |

## Classifica prima fase

### Gruppo A
|  | Pos. | Squadra                  | Pt | G  | V | N | P | GF | GS | DR  |
|  | ---- | ------------------------ | -- | -- | - | - | - | -- | -- | --- |
|  | 1.   | Racing Club de Bruxelles | 19 | 10 | 9 | 1 | 0 | 35 | 3  | +32 |
|  | 2.   | Beerschot AC             | 13 | 10 | 6 | 1 | 3 | 19 | 10 | +9  |
|  | 3.   | Anversa                  | 10 | 10 | 5 | 2 | 3 | 11 | 13 | -2  |
|  | 4.   | CS Brugeois              | 8  | 10 | 4 | 0 | 6 | 13 | 26 | -13 |
|  | 5.   | Skill FC de Bruxelles    | 6  | 10 | 3 | 0 | 7 | 10 | 28 | -18 |
|  | 6.   | FC Brugeois              | 2  | 10 | 1 | 0 | 9 | 6  | 15 | -9  |

### Gruppo B
|  | Pos. | Squadra                              | Pt | G | V | N | P | GF | GS | DR  |
|  | ---- | ------------------------------------ | -- | - | - | - | - | -- | -- | --- |
|  | 1.   | Union Saint-Gilloise                 | 17 | 8 | 7 | 0 | 1 | 16 | 1  | +15 |
|  | 2.   | Léopold Club de Bruxelles            | 10 | 8 | 5 | 0 | 3 | 24 | 11 | +13 |
|  | 3.   | FC Liégeois                          | 7  | 8 | 3 | 1 | 4 | 13 | 21 | -8  |
|  | 4.   | Athletic & Running Club de Bruxelles | 6  | 8 | 3 | 0 | 5 | 15 | 22 | -7  |
|  | 5.   | Verviers FC                          | 3  | 8 | 1 | 1 | 6 | 10 | 23 | -13 |

Legenda:

      Ammesso al girone finale
      Non iscritto alla stagione successiva
Note:

Due punti a vittoria, uno a pareggio, zero a sconfitta.

## Classifica girone finale
|  | Pos. | Squadra                   | Pt | G | V | N | P | GF | GS | DR |
|  | ---- | ------------------------- | -- | - | - | - | - | -- | -- | -- |
|  | 1.   | Racing Club de Bruxelles  | 9  | 6 | 4 | 1 | 1 | 15 | 8  | +7 |
|  | 2.   | Léopold Club de Bruxelles | 9  | 6 | 4 | 1 | 1 | 14 | 10 | +4 |
|  | 3.   | Union Saint-Gilloise      | 4  | 6 | 2 | 0 | 4 | 9  | 15 | -6 |
|  | 4.   | Beerschot AC              | 2  | 6 | 1 | 0 | 5 | 12 | 17 | -5 |

Legenda:

      Ammesso allo spareggio
      Non iscritto alla stagione successiva
Note:

Due punti a vittoria, uno a pareggio, zero a sconfitta.

### Spareggio
Lo spareggio tra Racing e Leopold, che terminarono il girone finale a pari punti, fu disputato il 27 aprile 1902 a Bruxelles.
| Bruxelles 27 aprile 1902 | Racing Club de Bruxelles | 4 – 3 | Léopold Club de Bruxelles |  |

## Verdetti
- Racing Club de Bruxelles: campione del Belgio 1901-02.
- Skill FC de Bruxelles: non iscritto alla stagione successiva.